# 黃世杰 (政治人物)
黃世杰（1979年1月5日—），中華民國政治人物和律師，民主進步黨籍，生於臺北市，畢業於臺大法律學院法律學系、法律碩士及哥倫比亞大學法學院法學碩士。現任法務部政務次長，曾任立法委員、民進黨中央執行委員、桃園市政府參議、市政顧問、民主進步黨立法院黨團副幹事長、副書記長、立法院司法及法制委員會召集委員、民進黨發言人等多項要職。

## 經歷

### 早年生活
黃世杰的家族在新屋笨港地區世代從事農耕，父親黃金德為前桃園農田水利會總幹事。幼時在新屋笨港成長，國中畢業後進入建國中學，後考入國立臺灣大學法律系，並在臺灣大學取得法學碩士學位，之後還在美國紐約哥倫比亞大學攻讀法學碩士。黃世杰於2001年以律師高考第一名的成績通過考試，並在司法官特考中順利合格。

### 從政生涯
2014年，受時任桃園市市長鄭文燦之邀，黃世杰進入政壇，擔任市府參議及顧問等職。2018年鄭文燦連任後，他辭去市府顧問一職，2019年5月1日，他在民進黨立委初選中擊敗時任立委陳賴素美，成功代表民主進步黨參選2020年立法委員選舉，最終以111,963票擊敗國民黨不分區立委吳志揚順利當選。在第一屆立法委員任內，他擔任立法院民進黨黨團副幹事長、副書記長及立法院司法法制委員會召委，取得豐碩的政績。2024年，惟脫黨參選的王思玟瓜分票源，泛綠分裂下以一千餘票的些微差距敗給時任桃園市議員權吉，未能連任。同年5月，獲得徵詢於卓榮泰內閣中出任法務部政務次長。

## 主要著作
- 黃世杰，對傳統中國法制的反思——以刑法論述為出發點，2013。
- 黃世杰，明清的律典編纂、官僚行政與刑案審判，台灣大學碩士論文，2005。
- 王泰升、薛化元、黃世杰編，追尋 臺灣法律的足跡：事件百選與法律史研究，3版， 2006。

## 選舉紀錄
| 年度 | 選舉屆數             | 選舉區           | 所屬政黨   | 得票數  | 得票率 | 當選標記 | 備註 |
| ---- | -------------------- | ---------------- | ---------- | ------- | ------ | -------- | ---- |
| 2020 | 第十屆立法委員選舉   | 桃園市第二選舉區 | 民主進步黨 | 111,963 | 51.64% |          |      |
| 2024 | 第十一屆立法委員選舉 | 桃園市第二選舉區 | 民主進步黨 | 102,468 | 47.61% |          |      |

## 外部連結
- 黃世杰的Facebook專頁
- YouTube上的黃世杰頻道